# Neostylidium
Neostylidium is een geslacht van slakken uit de familie van de Cerithiidae. De wetenschappelijke naam van het geslacht is voor het eerst geldig gepubliceerd in 2013 door Doweld.

## Soorten
De volgende soort is bij het geslacht ingedeeld:
- Neostylidium eschrichtii (Middendorff, 1849)[2]